# アクロバットミッション
『アクロバットミッション』 (ACROBAT MISSION) は、1991年にUPLが開発し、タイトーが販売を担当し稼働されたアーケード用縦スクロールシューティングゲームである。
自機のJET機、NOVA機を操作し、火星に移住した人類に対し攻撃を仕掛けてきた謎の敵を倒す計画、「アクロバットミッション」を完遂するのを目的としている。
1992年にスーパーファミコンに移植され、テイチクより発売された。

## ゲーム内容

### システム
プレイヤー1側はJET（男性・白い機体）、プレイヤー2側はNOVA（女性・赤い機体）を操作する。
8方向レバーで自機の移動。ボタン1は連打でショット。一定時間押しっぱなしにしてから離すと、敵弾を消去できるシャインスパークを発射。ただし、初期段階のショットでは使えない。ボタン2でボムを発動する。
全5面の1周エンドで、背景や敵に接触しても一切ミスにはならず弾かれるのみで、敵弾に被弾して初めてミスとなる。被弾するとカウントダウンが始まり自機が迷走し始める。なお、レバーである程度の操作は可能。カウントが0になると自機は爆発し、飛び散った破片で敵にダメージを与えることが出来る。
自機の移動開始時、移動方向の逆方向に一瞬噴射されるバーナーにショット1発分の攻撃力があり、これで敵を倒すと得点が2倍になる。

### アイテム
- HURRICANE - 自機の周りを一周してから正面に発射される一風変わったショット。シャインスパークは、一定時間自機が光球を纏い、その後正面に発射される。全4段階。
- WAVE - 自機の前方に扇状にショットを発射。シャインスパークは、扇状のレーザーを発射する。全4段階。
- BOMB - ボムが自機の両サイドに1発ずつ、計2発まで装着される。ボムボタンを押すかボムが被弾するとその場でボムが発動する。なお、ボム発動中でも自機は無敵にはならない。
- ボーナスキャラ - 特定のオブジェクトに隠れており、破壊すると現れる。取得すると得点が入る。

なお、ミスをしてもショットは1段階パワーダウンするだけである。

## 設定

### ストーリー
西暦2100年。地球は環境破壊により住めなくなり、環境回復をバイオコンピューターに任せて人類は火星へと移住。半世紀後、謎の敵の襲撃を受けた人類は反撃に出る。その困難な任務は「アクロバットミッション」と呼ばれた。

### ステージ構成
1面 - 火星・地上
2面 - 衛星軌道上～敵機械惑星へ
3面 - 機械惑星地表
4面 - 機械惑星内部・チューブ状ステージ
5面 - 敵メインコンピューター

## 移植版
| No. | タイトル               | 発売日        | 対応機種           | 開発元         | 発売元   | メディア                | 型式    | 備考 |
| --- | ---------------------- | ------------- | ------------------ | -------------- | -------- | ----------------------- | ------- | ---- |
| 1   | アクロバットミッション | 1992年9月11日 | スーパーファミコン | マイクロニクス | テイチク | 8メガビットロムカセット | SHVC-2T |      |

## スタッフ
アーケード版
- ゲーム・デザイン：金子むつお
- プログラム：新井利男
- グラフィック・デザイン：神菊かおる、青山きんや、金子むつお、富沢みのる
- サウンド：長島義夫、西川ひろし
- スペシャル・サンクス：國京健一、吉岡みつお、藤井恵、しばさきいちろう、藤沢勉

スーパーファミコン版
- プロデューサー：北尾隆義
- ディレクター：みきなおや
- メイン・プログラマー：さいきあきひと
- サブ・プログラマー：ながやたかひこ
- デザイナー：あさだともこ
- サウンド・プログラム：DON（森彰彦）
- サウンド・ディレクター：やましたとも
- スペシャル・サンクス：そときばひろやす、TANAKA FAMILY、Dr.NADAKA

## 評価
スーパーファミコン版
- ゲーム誌『ファミコン通信』の「クロスレビュー」では、6・4・6・4の合計20点（満40点）[2]となっており、レビュアーの意見としては「攻撃やシステムは既によくみられたものでこれといった売りがない」、「当たらなければいいが敵が固くて理不尽な攻撃もあってバランスが悪い」、「自動連射できなくてショットがヘボい印象で溜め撃ちも弱い」、「敵に当たっても無問題なのはひねくれているが深みは増すことなく戸惑いを誘う気がする」、「グラフィックがしょぼい」などオリジナリティーやゲーム性、グラフィックなどに関して否定的な評価を下した一方で、「コンティニューの存在や設定で難易度や自機の残機変更ができるのは下手でも進められる」とコンフィグレーションに関しては肯定的に評価した[2]。

- ゲーム誌『ファミリーコンピュータMagazine』の読者投票による「ゲーム通信簿」での評価は以下の通りとなっており、18.23点（満30点）となっている[1]。この得点はスーパーファミコン全ソフトの中で243位（323本中、1993年時点）となっている[1]。また、同雑誌1993年8月情報号特別付録の「スーパーファミコンオールカタログ'93」では、「敵の発射する弾以外だったら、何に当たってもだいじょうぶというシステムがユニーク」とゲームシステムに関して肯定的なコメントで紹介されている[1]。

| 項目 | キャラクタ | 音楽 | 操作性 | 熱中度 | お買得度 | オリジナリティ | 総合  |
| 得点 | 3.21       | 3.16 | 3.40   | 3.21   | 2.98     | 3.28           | 18.23 |